# Markus Briza
Markus Briza (* 8. Dezember 1979 in Wien) ist ein österreichischer Fußballspieler. Zuletzt spielte er beim FC Trofaiach in der österreichischen Oberliga Nord.

## Karriere
Der Verteidiger begann seine fußballerische Laufbahn im Alter von sechs Jahren in den Nachwuchsmannschaften des SK Slovan Wien. Im Sommer 1992 wechselte er als Zwölfjähriger in die Nachwuchsabteilung des SK Rapid Wien.
1997 wurde Briza in die Amateurmannschaft von Rapid übernommen. Nachdem ihm der Sprung in die Profimannschaft nicht gelungen war, nahm er im Jänner 2000 ein Angebot des SC Untersiebenbrunn für die Erste Division an und unterschrieb seinen ersten Profi-Vertrag. Im Sommer 2004 wechselte Briza zum DSV Leoben.
Bei der Fußballer-Wahl 2005 der Kronen Zeitung erreichte er mit 44.854 Stimmen den neunten Endrang aller österreichischen Spieler. Im Jänner 2009 wechselte Briza, aufgrund des finanziellen Niedergang des DSV, zum SKU Amstetten in die Regionalliga Ost.